# オレゴン州の経済
オレゴン州の経済（オレゴンしゅうのけいざい、英語: Economy of the U.S. state of Oregon）では、オレゴン州の経済について述べる。
オレゴン州の経済は様々なセクターから成り立つが、1990年代から2000年代にかけて、オレゴン州では自然資源に依存した経済から製造業、サービス業、ハイテク産業への転換が図られている。
1980年代はオレゴン州の主要産業である農林水産業に対して受難の10年間であった。連邦政府による経済多様化政策により、ポートランド周辺3郡に拠点を置くハイテク産業は成長したが、逆に地方の衰退も生まれた。
2008年における域内総生産は1,616億米ドルで、全米26位であった。一人当たり収入は38,801ドルである。2015年7月時点での失業率は5.9%、全米37位である。

## 歴史

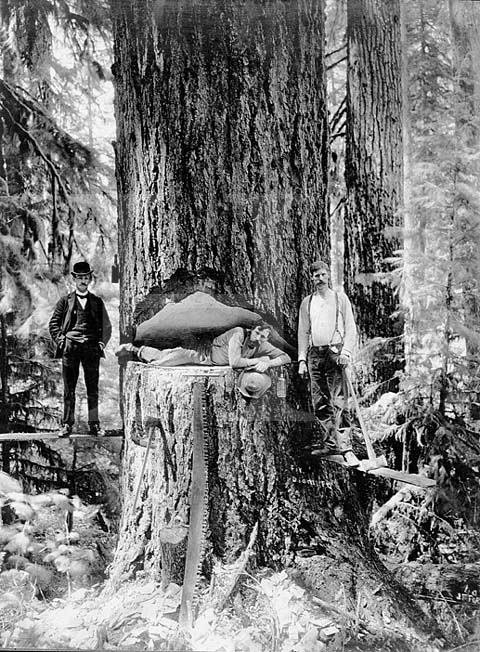
オレゴン州における林業の風景

オレゴン州で最初に発生した産業は毛皮取引であった。1840年代はじめ、入植者たちは先住民を排斥し、農場を開発した。沿岸地域に比べてウィラメットバレー周辺地域、特にポートランドは急速に発展した。
1861年から62年にかけて、ベーカー郡、グラント郡などの東部地域では金が発見され、小麦の積替え地点としても発展を続けた。また、鉄道も開通し、ポートランドは州内の経済拠点としての地位を確立した。さらに数十年後、林業や漁業従事者たちは金の採掘に従事するようになった。
第一次世界大戦に際し、ポートランドを中心とした積み替え業、材木輸送は急速に発展した。1930年代にはニューディール政策が実施され、民間資源保存局（CCC）や公共事業促進局（WPA）によってフッド山開発や水力発電ダムの建設が行われた。1933年から37年にかけて建設されたボンネビル・ダムは地域に低価格の電力を供給し、オールバニにはアルミ工場が立地するようになった。エネルギー産業、食品加工業、林業はオレゴン西部の発展に貢献した。
第二次世界大戦に際しては造船需要が急増し、造船業と林業が州経済を支えた。

## 輸出
2009年時点で194億ドルの製造品が海外へ輸出されており、これは製造業全体の20%を占める。
2009年における主な輸出先は以下の通り。
- カナダ（28億ドル）
- 中国（25億ドル）
- 日本（20億ドル）
- マレーシア（20億ドル）
- 韓国（13億ドル）

また、輸出額が多い製品は以下の通り。
- コンピューター、電子部品（68億ドル）
- 機械製品（11億ドル）